# Andy De Smet
Andy de Smet (4 maart 1970) is een voormalige Belgische profwielrenner. De Smet werd in 1995 prof bij het Asfra-Orlans team. Hij heeft altijd bij kleinere Belgische en Nederlandse wielerploegen gereden. In totaal heeft hij 29 overwinningen behaald tijdens zijn profcarrière. 

## Belangrijkste overwinningen
1993
- Vlaamse Pijl

1996
- Stadsprijs Geraardsbergen

1999
- Omloop van de Gouden Garnaal

2000
- Ronde van Drenthe
- Ster Elektrotoer

2001
- 4e etappe Ronde van Rhodos

## Resultaten in voornaamste wedstrijden
| Jaar | Ronde van Vlaanderen | Parijs-Brussel |
| ---- | -------------------- | -------------- |
| 1996 |                      | 54e            |
| 1997 |                      | 22e            |
| 2002 |                      | 45e            |
| 2003 | 89e                  |                |
| 2004 |                      | 35e            |

Baeyens · Becker · Bracke · Commeyne · Daelman · E.De Clercq · M.De Clercq · De Groote · De Meester · De Smet · Hammond · Leukemans · Leysen · Omloop · Pauwels · Penne · Roesems · S.Scheirlinckx · Thijs · Trouvé · Van Dyck · Vanderaerden · Vannoppen · Vansevenant · Vermaut · Wuyts · Roland (stagiair) · Vanhoudt (stagiair) 
Commeyne · Daelman · M.De Clercq · De Groote · De Smet · De Waele · De Wolf · Hammond · Koehler · Lembo · Leukemans · Omloop · Pauwels · Penne · Roesems · Roodhooft · Thijs · Trouvé · Van Dyck · Vanderaerden · Vanhaecke · Vannoppen · Wuyts · Barras (stagiair) · De Schrooder (stagiair) · Hovelijnck (stagiair) 
Castresana · Coenen · Commeyne · Day · De Clercq · De Smet · Gabriel · Hammond · Hunt · Koehler · Lembo · Leukemans · Omloop · Planckaert · Renders · Roodhooft · Thijs · Trouvé · Van de Wouwer · Vandenbroucke · Vanderaerden · Vanhaecke · Vannoppen · Wuyts · Duyck (stagiair) · Habeaux (stagiair) · Steenbergen (stagiair)